# 蕭景茂
萧景茂（？—1338年），元朝漳州龙溪县人。
萧景茂性情刚直孝友。家贫，力于农耕。元顺帝至元四年（1338年），南胜县民李智甫反元起事，攻掠龙溪。萧景茂与兄萧佑集合乡丁抗拒，据观音山桥作为险阻，与李智甫作战。战败，萧景茂被擒。李智甫胁迫他投降，萧景茂骂道：“狗盗！我生为大元民，死作隔洲鬼，岂能跟随你们汝为逆。”隔洲是他居住的里名。李智甫大怒，绑萧景茂到树上，割他的肉，使他自己吃。萧景茂更加愤恨大骂，于是被人用刀割开他的嘴，到耳朵旁边，萧景茂骂不绝声而死。有司上奏其事，朝廷下令褒表，并且给钱以安葬。